# Typhlacontias johnsonii
Typhlacontias johnsonii — вид сцинкоподібних ящірок родини сцинкових (Scincidae). Мешкає в Анголі і Намібії.

## Поширення і екологія
Typhlacontias johnsonii мешкають в пустелі Наміб на південному заході Анголи та північному заході Намібії. Вони живуть на піщаних дюнах, на висоті до 300 м над рівнем моря.